# سيزار بيرنال
سيزار بيرنال (بالإسبانية: César Bernal)‏ هو لاعب كرة قدم مكسيكي، ولد في 14 فبراير 1995 في توريون في المكسيك. لعب مع نادي سيلايا.